# Elezioni regionali in Basilicata del 2013
Le elezioni regionali italiane del 2013 in Basilicata si sono tenute il 17 e 18 novembre, a seguito delle dimissioni anticipate del presidente Vito De Filippo.
De Filippo si era dimesso il 24 aprile dopo le indagini su consiglieri e assessori, che hanno portato agli arresti domiciliari degli assessori Vincenzo Viti (PD) e Rosa Mastrosimone (IdV) e del capogruppo del PdL Nicola Pagliuca, in seguito rilasciati.
Il consiglio sarà composto da 20 consiglieri e non più da 30.

## Candidati
La coalizione di centrosinistra ha scelto il proprio candidato tramite elezioni primarie che si sono tenute il 22 settembre. Marcello Pittella (PD), fratello del vice presidente del Parlamento europeo Gianni Pittella, ha sconfitto il presidente della Provincia di Potenza Piero Lacorazza (PD), Nicola Benedetto (CD) e Miko Somma (Comunità lucana - Movimento no oil).
Anche il Movimento 5 Stelle ha scelto il proprio candidato con delle primarie tenute il 4 ottobre. Il vincitore è risultato il tenente della Polizia provinciale di Potenza Giuseppe Di Bello, che però è stato escluso il giorno stesso da Beppe Grillo per "irregolarità formali nella presentazione dei documenti"; il candidato presidente è quindi diventato il secondo classificato, Piernicola Pedicini.
Di Bello ha quindi creato la lista alternativa Liberiamo la Basilicata, tramite la quale ha cercato un'intesa con SEL e con una lista organizzata da Silvana Arbia, cancelliere della Corte penale Internazionale e ipotizzata come candidata a presidente; la rinuncia all'ultimo momento di quest'ultima ha determinato però il restringimento della coalizione a sole due liste e la candidatura a presidente di Maria Murante, segretaria regionale di Sinistra Ecologia Libertà. La lista a sostegno della Murante è stata Basilicata 2.0, composta da SEL, Rifondazione Comunista, Azione Civile, Liberiamo la Basilicata e Tramutola viva.
Per il centrodestra il candidato è invece Salvatore Di Maggio, senatore di Scelta Civica, in una coalizione che raggruppa anche l'UdC, che nella legislatura precedente faceva parte invece, con un assessore, della maggioranza di centrosinistra.

## Affluenza
Il corpo elettorale per le elezioni del 17, 18 novembre 2013 risultava composto da 575.160 elettori. Alla chiusura dei seggi l'affluenza definitiva si è attestata al 47,60%, in calo rispetto al 2010 del 11,21%.
| Provincia  | Affluenza | Variazione |
| ---------- | --------- | ---------- |
| Basilicata | 47,60%    | 15,21%     |
| Matera     | 47,02%    | 21,35%     |
| Potenza    | 47,87%    | 12,41%     |

## Risultati
|                                                                 | Marcello Pittella (La Basilicata Presente) ✔️ Presidente        | 148 696                                                         | 59,60 | Partito Democratico                | 58 730  | 24,84 | 4  |  |  |
| Pittella Presidente                                             | Marcello Pittella (La Basilicata Presente) ✔️ Presidente        | 148 696                                                         | 59,60 | 37 861                             | 16,01   | 3     |    |  |  |
| Partito Socialista Italiano                                     | Marcello Pittella (La Basilicata Presente) ✔️ Presidente        | 148 696                                                         | 59,60 | 17 680                             | 7,48    | 1     |    |  |  |
| Realtà Italia                                                   | Marcello Pittella (La Basilicata Presente) ✔️ Presidente        | 148 696                                                         | 59,60 | 14 012                             | 5,93    | 1     |    |  |  |
| Centro Democratico                                              | Marcello Pittella (La Basilicata Presente) ✔️ Presidente        | 148 696                                                         | 59,60 | 11 938                             | 5,05    | 1     |    |  |  |
| Italia dei Valori                                               | Marcello Pittella (La Basilicata Presente) ✔️ Presidente        | 148 696                                                         | 59,60 | 8 160                              | 3,45    | –     |    |  |  |
| Seggi assegnati alla lista regionale                            | Seggi assegnati alla lista regionale                            | Seggi assegnati alla lista regionale                            | 59,60 | 3                                  |         |       |    |  |  |
|                                                                 | Salvatore Di Maggio (Per la Basilicata)                         | 48 370                                                          | 19,39 | Il Popolo della Libertà            | 29 022  | 12,27 | 2  |  |  |
| Laboratorio Basilicata (FdI-SC-GS)                              | Salvatore Di Maggio (Per la Basilicata)                         | 48 370                                                          | 19,39 | 12 033                             | 5,09    | 1     |    |  |  |
| Unione di Centro                                                | Salvatore Di Maggio (Per la Basilicata)                         | 48 370                                                          | 19,39 | 9 002                              | 3,81    | 1     |    |  |  |
| Moderati in Rivoluzione                                         | Salvatore Di Maggio (Per la Basilicata)                         | 48 370                                                          | 19,39 | 847                                | 0,36    | –     |    |  |  |
| Seggio assegnato al candidato presidente classificatosi secondo | Seggio assegnato al candidato presidente classificatosi secondo | Seggio assegnato al candidato presidente classificatosi secondo | 19,39 | 1                                  |         |       |    |  |  |
|                                                                 | Piernicola Pedicini                                             | 32 919                                                          | 13,19 | Movimento 5 Stelle                 | 21 219  | 8,97  | 2  |  |  |
|                                                                 | Maria Murante (Basilicata 2.0)                                  | 12 888                                                          | 5,17  | Sinistra Ecologia Libertà          | 12 204  | 5,16  | 1  |  |  |
|                                                                 | Florenzo Doino                                                  | 2 178                                                           | 0,87  | Partito Comunista dei Lavoratori   | 869     | 0,37  | –  |  |  |
|                                                                 | Doriano Manuello                                                | 1 917                                                           | 0,77  | Matera Si Muove                    | 1 370   | 0,58  | –  |  |  |
|                                                                 | Franco Grillo                                                   | 1 300                                                           | 0,52  | Movimento Grillo Lavoro e Pensioni | 799     | 0,34  | –  |  |  |
|                                                                 | Elisabetta Zamparutti                                           | 1 215                                                           | 0,49  | Rosa nel Pugno                     | 724     | 0,31  | –  |  |  |
| Totale                                                          | Totale                                                          | 249 483                                                         | 100   |                                    | 236 470 | 100   | 21 |  |  |
|                                                                 |                                                                 |                                                                 |       |                                    |         |       |    |  |  |
| Schede bianche                                                  | Schede bianche                                                  | 5 049                                                           | 1,84  |                                    |         |       |    |  |  |
| Schede nulle                                                    | Schede nulle                                                    | 19 262                                                          | 7,04  |                                    |         |       |    |  |  |
| Votanti                                                         | Votanti                                                         | 273 794                                                         | 47,60 |                                    |         |       |    |  |  |
| Elettori                                                        | Elettori                                                        | 575 160                                                         |       |                                    |         |       |    |  |  |
|                                                                 |                                                                 |                                                                 |       |                                    |         |       |    |  |  |
| Fonte: Ministero dell'interno                                   |                                                                 |                                                                 |       |                                    |         |       |    |  |  |

Il numero dei seggi del Consiglio regionale, nella legislatura precedente, era di 30 consiglieri Da questa tornata elettorale il Consiglio Regionale sarà composto da 20 consiglieri.

## Consiglieri eletti
| Collegio           | Lista                       | Eletto                             | Preferenze |
| ------------------ | --------------------------- | ---------------------------------- | ---------- |
| Collegio regionale | La Basilicata Presente      | Maurizio Marcello Claudio Pittella |            |
| Collegio regionale | La Basilicata Presente      | Achille Spada                      |            |
| Collegio regionale | La Basilicata Presente      | Vito Giuzio                        |            |
| Collegio regionale | Per la Basilicata           | Salvatore Tito Di Maggio           |            |
| Matera             | Partito Democratico         | Roberto Cifarelli                  | 4.982      |
| Matera             | Pittella Presidente         | Luigi Bradascio                    | 3.155      |
| Matera             | Centro Democratico          | Nicola Benedetto                   | 3.100      |
| Matera             | Il Popolo della Libertà     | Paolo Castelluccio                 | 2.093      |
| Matera             | Movimento 5 Stelle          | Giovanni Perrino                   | 1.168      |
| Potenza            | Partito Democratico         | Piero Lacorazza                    | 11.234     |
| Potenza            | Partito Democratico         | Vito Santarsiero                   | 7.272      |
| Potenza            | Partito Democratico         | Carmine Miranda Castelgrande       | 6.851      |
| Potenza            | Pittella Presidente         | Mario Polese                       | 7.951      |
| Potenza            | Pittella Presidente         | Vincenzo Robortella                | 3.192      |
| Potenza            | Partito Socialista Italiano | Francesco Pietrantuono             | 2.772      |
| Potenza            | Realtà Italia               | Paolo Galante                      | 3.226      |
| Potenza            | Il Popolo della Libertà     | Michele Napoli                     | 3.317      |
| Potenza            | Laboratorio Basilicata      | Gianni Rosa                        | 3.563      |
| Potenza            | Unione di Centro            | Francesco Mollica                  | 1.544      |
| Potenza            | Movimento 5 Stelle          | Gianni Leggieri                    | 1.631      |
| Potenza            | Sinistra Ecologia Libertà   | Giannino Domenicantonio Romaniello | 2.900      |